# Музеи Киева
В этом списке перечисляются действующие и исторические музеи, которые находятся (или находились) на территории города Киева.

## Легенда
Художественные музеи
  Мемориальные музеи
  Исторические, краеведческие музеи

## Голосеевский район
| Название                                                  | Местонахождение                                               | Краткое описание | Изображение |
| --------------------------------------------------------- | ------------------------------------------------------------- | --- | ----------- |
| Музей народной архитектуры и быта Украины                 | ул. Пироговский шлях, 1                                       | Известнейший украинский скансен. На территории 150 га собрано свыше 300 зданий XVII—начала XX века: дома, храмы, хозяйственные постройки. Они сгруппированы по региональному принципу. |             |
| Киевский литературно-мемориальный музей Максима Рыльского | ул. Рыльского, 7                                              | В коллекции музея, которая находится в доме писателя Максима Рыльского — вещи, окружавшие мастера в течение его жизни, большое количество рукописей, а также личная библиотека Максима Рыльского, в частности книги, подписанные авторами. |             |
| Музей Якубовских                                          | Улица Цимбалов Яр, 6-А                                        | Частный музей. Содержит коллекцию оберегов и икон. |             |
| Национальный музей пчеловодства Украины                   | ул. Академика Заболотного, 19                                 | В музее собраны материалы по истории пчеловодства, фотографии известных учёных-пасечников, есть раздел апитерапии, новых достижений и технологий в этой области. Экспозиция музея рассказывает обо всех этапах производства мёда, начиная с особенностей жизни пчелиной семьи и заканчивая разнообразными технологиями сбора мёда. Также рассказывается о поверьях и легендах, связанных с мёдом.                                    |             |
| Историко-мемориальный музей М. Грушевского                | ул. Паньковская, 9                                            | В фондах музея — оригиналы писем создателя истории украинской нации, а также его родных, других известных деятелей украинского движения и культуры, труды историка, издания под его редакцией, книги из личной библиотеки. Для воссоздания мемориальной квартиры М. Грушевского собрана мебель и бытовые вещи, фотографии интерьеров.                                                                                                |             |
| Музей выдающихся деятелей украинской культуры             | ул. Саксаганского, 93, 93-б, 95, 97, 97-в и ул. Жилянская, 96 | Музей посвящён жизни и творчеству Леси Украинки, Николая Лысенко, Панаса Саксаганского, Михаила Старицкого. Музейные экспозиции размещены в мемориальных домах, где жили известные люди и которые сохранились до сегодняшнего дня. Создание общего музея мотивировалось близостью расположения домов, где жили эти деятели культуры. Состоит из трёх отделов: Музей Леси Украинки, Музей Николая Лысенко и Музей Михаила Старицкого. |             |
| Музей Леси Украинки                                       | ул. Саксаганского, 97                                         | Музей размещён в десяти комнатах дома, в котором жила писательница в разное время с 1890 до 1910 года. В нём представлены материалы о жизни и творчестве Леси Украинки, рукописи, первые издания сочинений, её личные вещи и т. д. |             |
| Дом-музей Николая Лысенко                                 | ул. Саксаганского, 95-б                                       | Расположен в доме известного композитора Николая Лысенко. Знакомит с жизнью и творчеством композитора. В музее также проводятся выставки картин, здесь проходят концерты. |             |
| Музей Михаила Старицкого                                  | ул. Саксаганского, 93                                         | Сердцем экспозиции является кабинет Старицкого. Сохранились письменный стол, шкаф, маленький диван, на котором в последние годы жизни писателя (за ширмой) спала его жена София Витальевна, сестра Николая Лысенко. Рядом с кабинетом комната старшей дочери Марии Михайловны, заслуженной артистки, профессора Муздраминститута имени Лысенко.                                                                                      |             |
| Музей истории Национального аграрного университета        | ул. Героев обороны, 15                                        | Создан в 1966 году |             |
| Музей Валерия Лобановского                                | Проспект Валерия Лобановского, 146—148 (СШ № 319)             | Музей размещён в школе, где учился Валерий Лобановский . Здесь сохранилась парта, за которой сидел юный Лобановский, книга по алгебре 1952-го года выпуска, стенды с фотографиями из выпускного альбома и снимки его одноклассников. |             |

## Дарницкий район
| Название                               | Местонахождение         | Краткое описание | Изображение |
| -------------------------------------- | ----------------------- | --- | ----------- |
| Международный музей украинской вышивки | ул. Новодарницкая, 15/1 | В музее представлена широкая палитра работ Протчевой Татьяны Ивановны, выполненных преимущественно на старинном самотканном материале, а также с использованием современных технологических возможностей вышивания. |             |
| Музей истории ВО «Киевский радиозавод» | ул. Бориспольская, 9    | Открыт 1981 году |             |

## Деснянский район
| Название                                            | Местонахождение                                  | Краткое описание | Изображение |
| --------------------------------------------------- | ------------------------------------------------ | --- | ----------- |
| Музей булатного оружия                              | ул. Пуховская, 4, комн. 208—211 (тел. 512-22-30) | В экспозиции музея несколько десятков ножей, кинжалов, мечей, сабель, мачете, изготовленных мастерами центра «Булат НВР» из булатной стали, секрет которой ими разгадан. Среди известных экспонатов — акинак «Меч Революции», Меч второго Президента Украины, булатный кортик «Казацкая слава» Третьего Президента Украины, наградные кортики, признанные МВД Украины официальной наградой Министерства, нож «Ярило» и другие. |             |
| Музей трудовой славы Дарницкого шолкового комбината | ул. Магнитогорская, 1а                           | Открыт в 1967 году |             |

## Днепровский район
| Название                                         | Местонахождение            | Краткое описание | Изображение |
| ------------------------------------------------ | -------------------------- | --- | ----------- |
| Музей ненужных вещей                             | ул. Степана Сагайдака, 112 | Оригинальный музей при Киевском заводе вторсырья. Коллекция собрана из оригинальных предметов, которые были сданы в утиль.                                                           |             |
| Музей истории канализации Киева                  | Харьковское шоссе, 50а     | В двух залах музея представлены образцы канализационного оборудования и труб, начиная с античных Греции и Рима. Главная часть экспозиции посвящена канализационному хозяйству Киева. |             |
| Музей истории Дарницкого вагоноремонтного завода | ул. Алма-Атинская, 74      | Открыт в 1975 году |             |

## Оболонский район
| Название                                                           | Местонахождение      | Краткое описание | Изображение |
| ------------------------------------------------------------------ | -------------------- | --- | ----------- |
| Музей пожарного дела                                               | ул. Малиновского, 6  | Музей знакомит с историей и современностью пожарного дела. В экспозиции имеются пожарные автомобили 30-х годов, техника пожаротушения за более чем столетний период. |             |
| Музей истории Института сверхтвёрдых материалов имени В. М. Бакуля | ул. Автозаводская, 2 | Открыт в 1966 году |             |

## Печерский район
| Название                                                                 | Местонахождение                                                     | Краткое описание | Изображение |
| ------------------------------------------------------------------------ | ------------------------------------------------------------------- | --- | ----------- |
| Victoria Museum                                                          | Бутышев переулок, 23                                                | Частный музей костюма и стиля Викторианской эпохи. Он занимает два этажа в историческом здании конца 19-го века. В музее представлены мужские и женские костюмы XVIII, XIX и начала XX века. |             |
| Музей исторических драгоценностей Украины                                | Лаврская улица, 21, корпус 12                                       | Филиал Национального музея истории Украины — единственное на Украине систематизированное собрание исторических и художественных раритетов из драгоценных металлов. |             |
| Музей голограмм                                                          | ул. Ивана Мазепы, 19                                                | Выставка открыта в 1995 году. На ней представлены голографические копии ценнейших предметов, хранящихся в фондах Национального Киево-Печерского историко-культурного заповедника и Национального музея истории Украины. Копии выполнены в виде голографических стеклянных дисплеев с внутренним слоем специальной фотоэмульсии. |             |
| Музей микроминиатюр Николая Сядристого                                   | Лаврская улица, 21 (Расположен на территории Киево-Печерской лавры) | В музее представлено большое количество очень мелких по размеру произведений. Самая маленькая в мире книга, подкованная блоха, модель фрегата «Алые паруса» длиной 3,4 мм, роза в продольном сечении человеческого волоса — эти и другие экспонаты посетители музея наблюдают в микроскоп. |             |
| Государственный музей игрушки                                            | Кловский спуск, 8                                                   | Государственный музей игрушки Министерства образования и науки Украины был создан 1 января 2005 года. Основой музейного собрания стала 10-тысячная коллекция игрушек, которую начали собирать с 1930-х годов. Три зала представляют этнографические ирушки, коллекцию украинских народных игрушек и промышленную коллекцию игрушек, среди которых есть экземпляры, которым насчитывается более ста лет. |             |
| Водно-информационный центр (музей воды)                                  | ул. Михаила Грушевского, 1В                                         | Экспозиция знакомит с круговоротом воды в природе, при этом ей свойственны признаки музея, технической выставки и аквапарка. |             |
| Музей культурного наследия                                               | ул. Московская, 40б                                                 | Музей культурного наследства — это музей творчества эмигрантов, в котором сохраняются документы, фотографии и некоторые личные вещи, которые в своё время принадлежали художникам, писателям, музыкантам, писавшим на украинском языке. |             |
| Музей книги и книгопечатания Украины                                     | Лаврская улица, 21                                                  | В музее собраны образцы книжной культуры, собранные на территории современной Украины (около 56 тысяч). Экспозиция представляет историю книги и книжного дела со времён Киевской Руси и до наших дней как историю книжного дела украинского народа; рассказывает о создании письменности у восточных славян, о рукописной книге X—XVI столетий, о зарождении книгопечатания в Европе, о начале и развитии кириллического книгопечатания, об издательской деятельности Ивана Фёдорова и про других известных создателей книгопечатания XVI—XVIII столетий (эти исторические личности представлены как украинские деятели). |             |
| Музей истории Киева                                                      | Крещатик, 2                                                         | Экспозиция музея знакомит с историей города, начиная с первых поселений на его территории. Музейное собрание состоит из археологических материалов, найденных на территории города, этнографической и нумизматической коллекций, коллекции икон, почтовых открыток, бытовых вещей киевлян разных времён, а также тематических комплексов XX века. |             |
| Государственный музей театрального, музыкального и киноискусства Украины | Лаврская улица, 21                                                  | Единственный на Украине музей в своей сфере. Собрана во время существования — с 1923 года — большая и разнообразная коллекция экспонатов по истории развития искусств, которая постоянно пополняется новыми материалами. |             |
| Национальный художественный музей Украины                                | ул. Михаила Грушевского, 6                                          | Изобразительное искусство на территории современной Украины со времён барокко и по сегодняшнее время. |             |
| Центральный музей Вооружённых Сил Украины                                | ул. Михаила Грушевского, 30/1                                       | В экспозиции музея отображена история военной деятельности на территории современной Украины. Уникальные музейные предметы киммерийско-скифско-сарматского периода, времён Киевской Руси, периода XVII—XVIII столетий, периода Первой мировой войны и гражданской войны в России 1917—1921 годов. Экспозиция музея направлена на формирование убеждений в древности украинской нации, конфликты, происходившие на территории современной Украины, представлены как национально-освободительная борьба украинского народа.                                                                                                 |             |
| Историко-архитектурный памятник-музей «Киевская крепость»                | ул. Госпитальная, 24а                                               | Музей создан в 1927 году и является единственным на Украине памятником фортификационного дела XVIII—XIX столетий и одной из наибольших в мире каменно-земляной крепостью, которая сохранилась до наших дней. |             |
| Косой капонир                                                            | ул. Госпитальная, 24                                                | Филиал Национального музея истории Украины — «Киевский Шлиссельбург». Примыкает к территории Киевской крепости. Знакомит с репрессиями царского времени. |             |
| Национальный музей истории Украины во Второй мировой войне               | Лаврская улица, 44                                                  | Музей посвящён Великой Отечественной войне. В музее выставлено на открытой площадке большое количество артиллерийских орудий времён 1941—1945 годов, а также более позднего периода. Имеется небольшая экспозиция, посвящённая афганской кампании 1979—1989 годов. Главный памятник музея — Родина-мать — является одним из наиболее высоких сооружений города Киева. |             |
| Музей истории туалета                                                    | ул. Рыбальская, 22 (Киевская крепость, башня № 5)                   | Выставка посвящена необходимой части человеческой цивилизации — ватерклозету. История от ночного горшка до супер-технологий современности. |             |
| Государственный музей украинского декоративного искусства                | Лаврская улица, 21                                                  | Собрание составляют свыше 75 тысяч работ традиционного народного и профессионального декоративного искусства Украины от XV столетия до наших дней. Это разнообразные по материалу, форме, декорированию и назначению предметы домашнего обихода. Все они имеют определённые региональные отличия. |             |
| Музей Ивана Гончара                                                      | Лаврская улица, 29                                                  | Коллекция музея насчитывает свыше 15 тысяч этнографических единиц хранения, среди которых 2,7 тысяч образцов тканей (рушники, сорочки, верхняя одежда, ковры и т. д.); около 700 предметов керамики (гончарная посуда, детская игрушка, кафель), уникальная коллекция расписанных яиц (500 единиц), деревянные резьблёные вещи, изделия из металла и стекла, ценная коллекция народных музыкальных инструментов (кобзы, бандуры, цимбалы, сопилки, колёсная лира, цитра, коза, трембиты, флояра и др.). |             |
| Музей спортивной славы Украины                                           | ул. Большая Васильковская, 55а                                      | |             |
| Народный музей революционной боевой и трудовой славы завода «Арсенал»    | Московская улица, 2                                                 | Открыт в 1967 году |             |
| Музей Марии Заньковецкой                                                 | ул. Большая Васильковская, 121                                      | Экспозиция музея состоит из двух частей: историко-биографической, материалы которой освещают жизнь и творчество М. Заньковецкой от рождения до 1917 года, и мемориальной, в которой представлена квартира актрисы, где она жила с 1918-го по 1934 годы. |             |
| Центральный музей пограничных войск Украины                              | Лаврская улица, 44                                                  | Экспозиция музея размещена в семи залах общей площадью 368 м² и насчитывает около четырёх тысяч экспонатов, среди которых есть уникальные документы, эксклюзивные фотографии, ценные награды, оружие, личные вещи пограничников, газеты и открытки минувших лет. |             |
| Национальный музей «Мемориал памяти жертв голодоморов на Украине»        | Лаврская улица, 15-А                                                | Музей представляет голод 1932—1933 годов как целенаправленный голодомор украинского народа. Экспозиция состоит из мемориальной части (Свеча памяти, скульптура девочки с колосками в руках на площади Памяти, окружённый жерновами, Аллея «чёрных досок» и калиновая роща) и Зала памяти, который фактически выполняет функцию музея. |             |
| Музей Шолом-Алейхема                                                     | ул. Большая Васильковская, 5а                                       | В музее, который занимает площадь свыше 220 м², много аутентичных вещей того периода, когда Шолом-Алейхем жил и творил в Киеве. Они собирались еврейской диаспорой Украины. Музей даёт представление не только о самом писателе и его творчестве, но и о среде, в которой он жил — про еврейский Киев конца XIX — начала XX столетий. |             |
| Художественный арсенал                                                   | Лаврская улица, 20—30                                               | |             |
| Музей истории КП «Киевпастранс»                                          | улица Академика Филатова, 22/8                                      | В единственном зале музея представлены многочисленные модели трамваев, троллейбусов и автобусов, которые работают или работали в Киеве. Имеются три диорамы, отображающие разные этапы развития киевского транспорта — «Начало» (1892 год), «Годы войны» и «Наше время». На большой карте современной Украины обозначены все города, которые имеют сейчас или имели в прошлом трамвай или троллейбус. На большой карте Киева обозначены все трамвайные и троллейбусные маршруты, существовавшие с момента появления этих видов транспорта в городе.                                                                       |             |
| Музей истории обувного объединения «Киев»                                | Лаврская улица, 34                                                  | Открыт в 1967 году |             |
| Музей истории Киевгорстроя                                               | Улица Суворова, 4/6 (тел. (044) 280-54-20)                          | В экспозиции музея собраны материалы, повествующие о потерях города, нанесённых ему войной, рассказывается об истории создания Главкиевстроя. Музей открыт в 1995 году. |             |
| Мемориальный музей-квартира Б. Р. Гмыри                                  | ул. Крещатик, 15, кв. 33                                            | Открыт в 1984 году |             |
| Музей денег                                                              | ул. Институтская, 9                                                 | Открыт в 1979 году |             |
| Музей космонавтики                                                       | ул. Большая Васильковская, 57/3                                     | Находится в помещении Киевского планетария. Рассказывает об истории космонавтики. |             |

## Подольский район
| Название                                        | Местонахождение                                      | Краткое описание | Изображение |
| ----------------------------------------------- | ---------------------------------------------------- | --- | ----------- |
| Музей гетманства                                | ул. Спасская, 16-б                                   | Создан 11 марта 1993 года распоряжением Представителя Президента Украины. Размещается в доме-памятнике архитектуры конца XVII столетия с надстройками, сделанными в XIX веке, известном в Киеве как «Дом гетмана И. Мазепы». |             |
| Национальный музей «Чернобыль»                  | улица Хорива, 1                                      | Музей памяти Чернобыльской катастрофы. Экспозиция рассказывает о хронологии событий, героизме ликвидаторов и народной трагедии. |             |
| Музей одной улицы                               | Андреевский спуск, 2б                                | Музей посвящён истории Андреевского спуска. |             |
| Аптека-музей                                    | ул. Притиско-Никольская, 7                           | История украинской фармацевтики и аптечного дела. |             |
| Музей хлеба                                     | ул. Вышгородская, 12                                 | Кроме орудий труда — деревянного плуга, сеялок, веялок, в музее есть и макет старой печи, который изготовили дети из Новопетриковки, расписав его местной петриковской росписью. Немало в музее и образцов хлеба из разных стран. |             |
| Хата на Приорке                                 | ул. Вышгородская, 5                                  | Дом на Приорке, где в августе 1859 года останавливался Тарас Шевченко. |             |
| Музей Михаила Булгакова                         | Андреевский спуск, 13                                | Дом в котором жил Михаил Булгаков. Второй этаж дома — 7 комнат — занимает основная экспозиция «Дом Турбиных», на первом этаже расположены два выставочных зала и Литературная гостиная. Подвал и веранда дома также используются под выставки. В двух двориках усадьбы — нижнем (внутреннем, закрытом) и верхнем — проходят спектакли, вечера, фестивали, встречи.. |             |
| Музей-мастерская Ивана Кавалеридзе              | Андреевский спуск, 21                                | В музее экспонируются скульптурные работы Ивана Кавалеридзе, демонстрируются его кинофильмы и видеофильмы о его творчестве и жизни. |             |
| Мемориальный дом-музей Г. П. Светлицкого        | ул. Дегтярная, 30                                    | |             |
| Музей Магдебургского права                      | Почтовая площадь, 1                                  | Маленький дом на Почтовой площади представляет собой постоянно действующую выставку «К истории самоуправления в городе Киеве», посвящённую 500-летию приданию городу Магдебургского права. Музей рассказывает о тех временах, когда «Подол был городом», наиболее значимым районом Киева, об эпохе подольской славы и процветания в Середневековье и позднее — в эпоху барокко и развития городской культуры. |             |
| Музей истории благотворительности в Киеве       | ул. Константиновская 6/8 (расположен в Доме Петра I) | Экспозиция музея посвящена истории сооружения памятника, пребыванию Петра I в Киеве, меценатству представителей духовной и имперской власти и разнообразным формам официальной и общественной благотворительности в Киеве времён Российской империи. К числу наиболее ценных экспонатов принадлежат книга «Октоих», изданная во Львове в 1644 году с посвящением Петру Могиле, икона «Божья Матерь с Младенцем на руках» с почти полностью сохранённым барокковым резьблением XVIII столетия и книга «Жития святых» 1762 года, которая, среди прочих, содержит описание жизни Дмитрия Туптало. |             |
| Народный музей истории завода «Ленинская кузня» | ул. Электриков, 26                                   | Открыт в 1961 году |             |
| Музей украинской победы                         | ул. Григория Сковороды, 2                            | Музей посвящён событиям, названным Оранжевой революцией |             |

## Святошинский район
| Название                                               | Местонахождение                                                  | Краткое описание                    | Изображение |
| ------------------------------------------------------ | ---------------------------------------------------------------- | ----------------------------------- | ----------- |
| Музей поэта Д. Луценко                                 | ул. Генерала Потапова, 12 (при школе № 197)                      | Музей Дмитрия Емельяновича Луценко. |             |
| Музей истории Святошинского района                     | проспект Победы, 136, центр внешкольной работы «Северное сияние» |                                     |             |
| Музей боевой и трудовой славы завода станков-автоматов | ул. Краснозаводская, 7                                           | Открыт в 1973 году                  |             |
| Народный музей истории Киевского авиазавода            | проспект Победы, 100/1                                           | Открыт в 1970 году                  |             |
| Народный музей истории Киевского механического завода  | ул. Туполева, 1                                                  | Открыт в 1963 году                  |             |

## Соломенский район
| Название                                                                                       | Местонахождение               | Краткое описание | Изображение |
| ---------------------------------------------------------------------------------------------- | ----------------------------- | --- | ----------- |
| Государственный музей авиации                                                                  | ул. Медовая, 1                | Расположен на окраине Киева, возле аэропорта «Жуляны». На большой территории, составляющей около 20 гектаров, собраны практически все основные типы самолётов и вертолётов, которые были на вооружении Военно-воздушных сил СССР и уже независимой Украины, или летали в гражданской авиации. |             |
| Музей истории ветеринарии                                                                      | ул. Волынская, 12             | |             |
| Мемориальный музей академика медицины Н. Стражеско                                             | ул. Народного ополчения, 5    | В экспозиции музея представлены личные вещи Стражеско, редкие издания его работ, настоящие фотографии, представлены материалы его исследований. Экскурсия рассказывает и о последнем этапе жизни учёного, избранного в 1943-м году действительным членом Академии наук СССР.                  |             |
| Мамаева Слобода                                                                                | улица Михаила Донца, 2        | Скансен. |             |
| Народный музей истории Киевского электровагоноремонтного завода                                | ул. Ползунова, 2              | Открыт в 1975] году |             |
| Музей истории Киевского государственного технического университета строительства и архитектуры | просп. Воздухофлотский, 31    | Открыт в 1969 году |             |
| Музей воздушного транспорта Киевского международного университета гражданской авиации          | просп. Космонавта Комарова, 1 | Открыт в 1972 году |             |
| Политехнический музей                                                                          | просп. Победы, 37 корп.6      | Открыт 11 сентября 1998 года |             |

## Шевченковский район
| Название                                                                             | Местонахождение                                                                                      | Краткое описание | Изображение |
| ------------------------------------------------------------------------------------ | --- | --- | ----------- |
| Интерактивный музей в темноте "Три после полуночи" (03:00")                          | ул. О. Гончара, 45-В                                                                                 | Первый на Украине интерактивный музей в темноте, в котором работают незрячие гиды. Пространство состоит из пяти локаций — привычных мест для каждого (например, квартира или улица). На протяжении 90 минут посетителям предлагается выполнить разнообразные задания в условиях абсолютной темноты. Этот уникальный опыт дает возможность понять, как живу незрячие люди, и насколько обостряются все ощущения в условиях без зрения. www.0300.com.ua |             |
| Национальный музей истории Украины                                                   | ул. Владимирская, 2                                                                                  | Фонды музея насчитывают свыше 600 тысяч уникальных памяток истории и культуры. Они отображают исторический процесс развития общества на территории Украины с древнейших времён до настоящего времени (арх. И. Ю. Каракис). |             |
| Музей истории Десятинной церкви                                                      | ул. Владимирская, 6                                                                                  | Государственный историко-археологический музей в Киеве (Старокиевская гора). Музей исследует фундамент Десятинной церкви, которая была построена великим князем Владимиром Святославичем в 996 году и сегодня является памятником архитектуры международного значения. (арх. Василий Стасов). |             |
| Национальный научно-природоведческий музей НАН Украины                               | Улица Богдана Хмельницкого, 15                                                                       | Один из крупнейших научно-природоведческих музеев мира. Это целостный комплекс, в состав которого входят Геологический, Палеонтологический, Зоологический, Ботанический и Археологический музеи. |             |
| Археологический музей                                                                | Улица Богдана Хмельницкого, 15                                                                       | Организован в 1966 году как научный отдел Института археологии. С 19 мая 1969 года открыт для посетителей. В четырёх залах музея на площади 500 м² экспонируется около 10 000 предметов, которые дают возможность проследить за историческими событиями на территории современной Украины от момента появления первого человека до позднего Средневековья. |             |
| Палеонтологический музей                                                             | Улица Богдана Хмельницкого, 15                                                                       | В коллекции — древние ископаемые останки и окаменелости. |             |
| Ботанический музей                                                                   | Улица Богдана Хмельницкого, 15                                                                       | В коллекции — представители растительного мира Украины. |             |
| Зоологический музей                                                                  | Улица Богдана Хмельницкого, 15                                                                       | В коллекции — фауна Украины и мира, от простейших форм жизни до приматов. |             |
| Геологический музей                                                                  | Улица Богдана Хмельницкого, 15                                                                       | |             |
| Национальный музей искусств имени Богдана и Варвары Ханенко                          | ул. Терещенковская, 15-17                                                                            | Художественный музей, крупнейшее собрание зарубежного искусства на Украине. В экспозиции, начало которой было дано частной коллекцией семьи Ханенко, имеется свыше 25 тысяч предметов искусства. |             |
| Национальный музей «Киевская картинная галерея»                                      | ул. Терещенковская, 9                                                                                | Основу собрания составляют большие частные художественные собрания семей Терещенко, Ханенко. Музей владеет уникальными коллекциями работ Д. Левицкого, В. Боровиковского, И. Шишкина, М. Врубеля, а также отдельными широко известными работами И. Репина, А. Иванова, В. Васнецова, Н. Рериха и других. |             |
| Музей циркового искусства                                                            | пр. Победы, 82                                                                                       | В музее представлена коллекция, посвящённая цирку — музыкальные инструменты, фотографии знаменитых династий. |             |
| Литературно-мемориальный музей-квартира П. Г. Тычины                                 | ул. Терещенковская, 5                                                                                | Музей посвящён жизни и творчеству поэта Павла Григорьевича Тычины. В квартире сохранены прижизненные интерьеры, библиотека, музыкальные инструменты писателя. |             |
| Литературно-мемориальный музей-квартира Н. Бажана                                    | ул. Терещенковская, 5, кв. 5                                                                         | Мемориальная часть музея воссоздаёт атмосферу, в которой жил и работал Николай Бажан. Жена писателя Н. В. Бажан-Лауэр сохранила квартиру такой, какой она была при жизни хозяина. На обозрение представлены кабинет, гостиная, мастерская и другие комнаты писателя, его личные вещи. Литературная часть экспозиции показывает жизненный и творческий путь Н. Бажана: его генеалогическое дерево, семейный круг, этапы творческого и гражданского становления в атмосфере бурных, драматических событий в России начала XX столетия, советского периода, суровых военных будней, послевоенного восстановления страны.                                                                                 |             |
| Музей «Золотые Ворота»                                                               | ул. Владимирская, 40-а                                                                               | В середине реконструированного павильйона Золотых Ворот расположена экспозиция, посвящённая истории строительства, существования и реконструкции главных ворот древнего Киева. |             |
| Национальный музей Тараса Шевченко                                                   | бул. Т. Шевченко, 12                                                                                 | В 24 залах размещено свыше 4 тысяч экспонатов. В музее имеется свыше 800 оригинальных картин, портретов, рисунков, офортов Шевченко, личные вещи поэта, фотокопии его рукописей. |             |
| Кабинет-музей Вячеслава Черновола                                                    | ул. Гончара, 33                                                                                      | Кабинет-музей политического деятеля, публициста, журналиста, Героя Украины Вячеслава Черновола. |             |
| Национальный музей медицины Украины                                                  | Улица Богдана Хмельницкого, 37                                                                       | В музее представлено развитие медицины на территории современной Украины с древнейших времён до наших дней. В основу организации музея была положена новейшая концепция музееведения, которая позволила использовать научно-методические и документальные материалы и экспонаты в комплексе с архитектурными, художественно-техническими и аудио-визуальными средствами. Кроме стендовой экспозиции в музее созданы оригинальные интерьеры, с портретными фигурами известных учёных и врачей. |             |
| Национальный музей литературы Украины                                                | Улица Богдана Хмельницкого, 11                                                                       | Многочисленные экспозиции посвящены писателям Украины. Также есть кинозал, где можно посмотреть документальные и художественные фильмы про писателей, и снятые по их произведениями. |             |
| Городской музей «Духовные сокровища Украины»                                         | ул. Десятинная, 12                                                                                   | В экспозиции представлено около 300 икон конца XV — начала XX столетия и работы художницы Марии Примаченко. |             |
| Центральный государственный архив-музей литературы и искусства Украины               | ул. Владимирская, 22а                                                                                | В архиве хранятся фонды творческих союзов и организаций писателей, композиторов, художников, архитекторов, журналистов, кинематографистов, деятелей театра. В них сконцентрированы стенограммы съездов и пленумов союзов, протоколы заседаний коллегиальных органов, документы о праздновании юбилеев и увековечивании памяти деятелей литературы и искусства. |             |
| Государственный политехнический музей                                                | пр. Победы, 37                                                                                       | В семи залах размещены экспозиции по истории КПИ и разных направлений техники, охватывающие состояние и развитие науки и техники на Украине и в мире в целом, а именно: электроника, приборостроение, радиотехника, телекоммуникации, информатика, полезные ископаемые, промышленные технологии, машиностроение, авиация и космонавтика, транспорт, металлургия, электросварка, энергетика. |             |
| Педагогический музей                                                                 | ул. Владимирская, 57                                                                                 | Экспозиция музея наглядно показывает становление и развитие образования на Украине. Уникальность экспозиции музея состоит в том, что она насчитывает около 40 тысяч экспонатов, среди которых — раритеты древней письменности XI—XIV столетий, школьное оборудование, технические средства обучения разных исторических периодов. |             |
| Музей истории налоговой службы на Украине                                            | Львовская площадь, 6                                                                                 | Музей создан в 1997 году. В небольшом помещении музея размещено свыше 1000 интересных экспонатов, которые рассказывают об истории, создании и деятельности финансовой и налоговой системы на территории современной Украины на разных этапах от периода Киевской Руси до современности. Музейные экспонаты отрабатывались в государственных архивах, библиотеках, фондах Национального исторического Музея. |             |
| Музей современного изобразительного искусства Украины                                | ул. Глубочицкая, 17                                                                                  | В коллекции музея — работы украинских художников и скульпторов. Дважды в год меняется экспозиция. |             |
| Музей А. С. Пушкина                                                                  | ул. Кудрявская, 9                                                                                    | Главная часть экспозиции посвящена «южной ссылке» А. Пушкина, а именно — его пребыванию в Крыму, на Кавказе, в Киеве, Одессе, Каменке..Большим успехом у посетителей, главным образом иностранных, пользуется выставленный экспонат — книга императора Наполеона, подаренная ему лейб-медиком, хирургом Сабатье. |             |
| Музей восковых фигур                                                                 | пр. Победы, 29                                                                                       | В пяти залах представлено 60 фигур политических деятелей прошлого и современности, известных писателей, популярных актёров и певцов, прославленных спортсменов. |             |
| Литературно-мемориальный дом-музей Тараса Шевченко                                   | переулок Тараса Шевченко, 8-а                                                                        | Экспозиция в полном объёме раскрывает тему пребывания Т. Шевченко в Киеве во время трёх его приездов в Малороссию, и в первую очередь проживания его в этом доме в 1846 году. |             |
| Музей Киевской астрономической обсерватории                                          | ул. Обсерваторная, 3В                                                                                | Экспонаты сгруппированы по направлениям исследований, которые отображают историческое развитие и задачи, которые решала и решает астрономия. Это разные геодезические приборы, служба времени представлена точными астрономическими часами XIX столетия, приборами для записи времени — хронографами разных поколений и конструкций, радиоприёмниками для приёма специальных сигналов точного времени. Фотографическая астрономия показана фотоснимками на пластинках и плёнках разных форматов, полученными на астрографе обсерватории, фото- и кинокамерами разных поколений, измерительными микроскопами и координатно-измерительными машинами.                                                    |             |
| Музей Лукьяновского кладбища                                                         | ул. Дорогожицкая, 7                                                                                  | Экспозиция музея даёт возможность ближе познакомиться с жизненным и творческим путём выдающихся людей прошлого, похороненных на Лукьяновском гражданском кладбище. На музейных стендах, а их более 30, представлены фото- и документальные материалы. Каждый из стендов отображает деятельность четырёх, пяти персоналий, это — художники, архитекторы, медики, духовенство, учёные, музыканты. |             |
| Археологический музей Киевского национального университета имени Тараса Шевченко     | ул. Владимирская, 60                                                                                 | Материалы экспонируются в 12-ти блоках — художественно оформленных витринах, посвящённых разным археологическим периодам: Экспозиция подаёт аутентичные археологические предметы разных эпох и народов с территории Украины: орудия труда, элементы вооружения, посуда, украшения и др. Их дополняют карты, рисунки, макеты, пояснительные тексты. Верхнюю часть музейного пространства заполняет фриз — художественное панно (художник А. Чуботин), где представлены рисунки известных артефактов, которые представляют духовную культуру древних народов, живших на территории современной Украины. В подвитринных подиумах хранятся научные коллекции, используемые во время лекций и практикумов. |             |
| Музей-квартира Виктора Косенко                                                       | ул. М. Коцюбинского, 9, кв. 4                                                                        | Квартира-музей украинского композитора В. С. Косенко |             |
| Киевский музей К.Г.Паустовского                                                      | ул. М. Коцюбинского, 12Б                                                                             | Литературный музей [[:�����������, ���������� ����������\|К. Г. Паустовского]], посвященный его жизни и учёбе в Киеве в начале XX века |             |
| Музей Национальной киностудии художественных фильмов им. А. Довженко                 | проспект Победы, 44                                                                                  | |             |
| Музей истории Михайловского Златоверхого монастыря                                   | ул. Трёхсвятительская, 8                                                                             | В музее, находящемся в колокольне и корпусе Варваринских келий, представлены макеты и изображения собора в разные исторические эпохи, строительные материалы, из которых он был возведён, фрагменты фресок, которые украшали храм. |             |
| Музей Украинской революции 1917-1921 годов                                           | ул. Владимирская, 57                                                                                 | В музее находятся предметы периода Украинской народной республики, среди которых оригинальные фотографии Главы Директории УНР Симона Петлюры, трёх премьер-министров правительства УНР, комплекс вещей генерала Армии УНР Николая Капустянского, награды и униформа периода УНР, книги с автографами деятелей Республики. Центром экспозиции является «Трезубец» — Государственный герб Украинской Народной Республики и оригинал распечатки IV Универсала Центрального Совета, которым провозглашалась полная независимость УНР 9 (22) января 1918 года. |             |
| Музей почты                                                                          | ул. Крещатик, 22                                                                                     | В музее представлены почтовые раритеты XIX—XX столетий, рассказывающие, как изменялась служба и её атрибуты, сама организация почтового дела — старинные телеграфные журналы XIX столетия и формуляры почтовых чиновников, письменные принадлежности, старинные почтовые ящики, почтовый рожок, «толстая сумка на ремне» образца 1947 года. Музей увешан многочисленными фотографиями, имеющими отношение к почтовой службе. Можно увидеть все виды почтового транспорта, начиная с патриархальных воловых упряжек и до мотоциклов времён Великой Отечественной войны. |             |
| Музей телевидения                                                                    | ул. Мельникова, 42                                                                                   | История развития телевидения на Украине представлена в схемах первых передвижных телевизионных станций, в фотографиях, альбомах, аккредитациях на важнейшие мировые события и наградах и грамотах УТ-1. Также в экспозиции имеются макеты декораций в студиях. Здесь можно увидеть в миниатюре, как выглядела студия программ «Дали буде…», «Надвечир’я», «Вечирня казка», увидеть Катрусю из «Катрусиного кинозала». |             |
| Музей Киевского метрополитена                                                        | проспект Победы, 35                                                                                  | Экспозиция размещена в трёх залах. Над стендами в хронологическом порядке размещены большие фотографии станций с обозначением года их запуска. Первый зал посвящён строительству и открытию очередей метрополитена в разные годы. Второй зал посвящён службам метрополитена. В третьем зале установлены первые часы центральной станции службы времени метрополитена, которые синхронизируют время и интервалы прохождения поездов, а также действующий макет работы оборотного глухого угла в том же масштабе 1:87. |             |
| Музей Первого Президента Украины Леонида Кравчука при Украинском Народном Посольстве | ул. Обсерваторная, 11/1                                                                              | |             |
| Музей Бориса Гринченко                                                               | ул. Бульварно-Кудрявская, 18/2 (административный корпус Киевского университета им. Бориса Гринченко) | Экспозиция посвящена Борису Гринченко. |             |
| Музей истории завода «Большевик»                                                     | просп. Победы, 38                                                                                    | Открыт в 1968 году |             |
| Музей истории завода «Укркабель»                                                     | ул. Баггоутовская, 14                                                                                | Открыт в 1967 году. Ныне здание музея выкуплено клиникой Медикал Клаб (пластическая хирургия) |             |
| Народный музей истории завода имени Артёма                                           | ул. Мельникова, 2                                                                                    | Открыт в 1963 году |             |
| Мемориальный музей А. В. Палладина                                                   | ул. Леонтовича, 9                                                                                    | Открыт в 1985 году |             |
| Музей трудовой славы ПО «Югозападтрансстрой»                                         | ул. Назаровская, 3                                                                                   | Открыт в 1984 году |             |
| Музей истории Проминвестбанка                                                        | ул. Софиевская, 9, в здании Проминвестбанка                                                          | |             |

## Бывшие
| Название                            | Местонахождение             | Краткое описание | Изображение |
| ----------------------------------- | --------------------------- | --- | ----------- |
| Торговый музей                      | Межигорская улица, 1        | В Контрактовом доме в 1926 году был создан Торговый музей, имевший целью ознакомление торговых организаций с образцами отечественных и импортных товаров. При музее работали соответствующие отделы, а также лаборатория для исследования промышленных изделий и зерна. В конце 1929 года на базе музея было создано научное учреждение — Институт экономики, техники и рационализации торговли                                                                                             |             |
| Антирелигиозный музей               | бульвар Тараса Шевченко, 20 | В 1929 году Владимирский собор был закрыт для богослужений, а 11 апреля 1930 года в нём открылся Антирелигиозный музей, просуществовавший в соборе до середины 1930-х годов. |             |
| Музей-архив переходного периода     | Александровская площадь, 8  | Пропагандистский музей, существовавший в Киеве в апреле — октябре 1942 года («переходным периодом» называли время оккупации Украины — между большевистской властью до окончательной победы гитлеровской Германии). |             |
| Андреевская церковь                 | Андреевский спуск, 23       | С 1968 года Андреевская церковь была филиалом заповедника «Софийский музей». С 1990-х годов пребывает в пользовании УАПЦ. |             |
| Музей истории автомобилей в моделях | бул. Т. Шевченко, 1б        | В музее, созданном членами Киевского клуба коллекционеров автомобильных моделей, было собрано свыше 5 000 экспонатов, среди которых — автомобили исторических персон, киногероев, редкие модели в масштабах 1:18, 1:24, 1:43. По состоянию на начало 2010 года музей выехал из помещения и пока не функционирует.. |             |
| Музей-квартира семьи Ульяновых      | улица Лабораторная, 12      | Мемориальная квартира-музей было открыта 21 декабря 1977 года в доме, где в течение 1903—1904 годов жили мать и сёстры В.Ленина. Музей размещался в двух комнатах. Приостановил своё существование в начале 1990-х годов. Дом снесён в 2004 году. |             |
| Музей Владимира Ленина              | улица Крещатик, 2           | Киевский филиал Центрального музея Владимира Ленина был открыт 29 августа 1938 г. До 1982 года музей располагался в помещении бывшего дома Центрального Совета по ул. Владимирской, 57, а в 1982 году переехал в сооружённое специально для него помещение на Крещатике, где и находился до 1991 года. В том же году музей был закрыт, а экспозиция и статуя Ленина в помещении — демонтированы. В 1980-е годы музей был одним из центральных в Киеве, в нём принимали школьников в пионеры |             |